# Luca Garri
Luca Garri, (Asti, 3 de Janeiro de 1982) é um basquetebolista profissional italiano que atualmente defende a equipe do Basket Barcelona que disputa a 2ª Divisão Italiana.
O jogador possui 2,06 m e 110 kg, atua na posição Pivô e nos Jogos Olímpicos de Verão de 2004 em Atenas conquistou a Medalha de Prata com a Seleção Italiana de Basquetebol.